# Jacinto Figueroa
Jacinto Figueroa war ein uruguayischer Politiker.
Figueroa hatte als Repräsentant des Departamento Soriano in der 13. und 14. Legislaturperiode im Zeitraum vom 13. Februar 1879 bis zum 6. Februar 1882 und vom 9. Februar 1882 bis zum 29. Januar 1883 ein Titularmandat als Senator in der Cámara de Senadores inne. Im Jahr 1882 war er dabei Zweiter Vizepräsident des Senats.